# 팡쭈밍
팡쭈밍(중국어: 房祖名, 병음: Fáng Zǔ Míng, 한자음: 방조명, 1982년 12월 3일 ~ )은 홍콩의 배우 및 가수이다. 그는 성룡과 임봉교의 장남이다. 2009년 미국 시민권을 포기하였다. 2019년부터는 중국에서 연예 기획사를 운영하고 있다. 2022년 4월 방조명은 득남하여 아버지가 되었다.

## 학력
- 미국 산타모니카 고등학교
- 미국 윌리엄앤메리대학교 (중퇴)

## 출연 작품

### 예능
- 중국판 1박2일

### 영화
- 뮬란: 전사의 귀환 - 페이 샤오후 역
- 드러머

## 사건 사고

### 대마초 흡입
2014년 8월, 방조명은 베이징 소재 호화별장에서 대만의 배우 가진동과 함께 대마초를 피우다가 중국 공안에 적발되었다. 당시 방조명은 8년전부터 흡연을 하였고, "질이 나쁜 친구를 만나 대마를 접하게 됐으며 힘들 때마다 손을 댔다."고 진술했다. 이후 방조명은 6개월간 복역하고 출소하였다.
출소 후, 2015년 성룡은 출소한 아들의 머리를 직접 깎아주며 그가 다시 새로운 시작을 할 수 있게 독려하기도 하였다. 그 이후에는 함께 같은 영화에 출연하는 등 아들과 함께하는 시간을 가지려 노력하는 모습을 보였다.